# جولیان چیانگ
جولیان چیانگ (انگلیسی: Julian Cheung؛ زادهٔ ۲۷ اوت ۱۹۷۱) خواننده و بازیگر اهل هنگ کنگ است.
از فیلم‌ها یا برنامه‌های تلویزیونی که وی در آن نقش داشته است، می‌توان به استاد بزرگ اشاره کرد.